# Más Brain Training del Dr. Kawashima ¿Cuántos años tiene tu cerebro?
Más Brain Training del Dr. Kawashima ¿Cuántos años tiene tu cerebro?, conocido en América como Brain Age 2: More Training in Minutes a Day!, es un videojuego de entrenamiento mental desarrollado y distribuido por Nintendo para la videoconsola portátil Nintendo DS. Pertenece a la serie de videojuegos Brain Training, siendo la secuela del exitoso juego Brain Training del Dr. Kawashima ¿Cuántos años tiene tu cerebro?, incluyendo nuevos retos y actividades para desarrollar tu cerebro.

## Juego
Más Brain Training engloba una serie de ejercicios de diversa dinámica, desde ejercicios de cálculo y retención de datos hasta ejercicios de lectura y ortografía, pasando por los muy conocidos sudokus, todo ello con el fin de ejercitar la mente.
Al principio únicamente es posible realizar unos pocos ejercicios. No obstante, poco a poco se van desbloqueando nuevos ejercicios de forma paulatina según se va jugando con el tiempo. Junto a los ejercicios también es posible realizar una prueba o examen, el cual está compuesto por varios ejercicios disponibles y será el que determine la "edad cerebral" del jugador.
También están disponibles unos gráficos donde es posible consultar los datos de los resultados de los distintos ejercicios y de los exámenes realizados, pudiendo el jugador apreciar así su evolución en cada uno de los distintos ejercicios y en los exámenes generales.

## Multijugador
Más Brain Training, como muchos otros juegos de Nintendo DS, incluye actividades multijugador, como por ejemplo ejercicios de cálculo. Mediante la opción de descarga hasta 16 personas podrán jugar a Más Brain Training con un único cartucho.

## Test de edad cerebral
Este se desarrolla con 6 nuevas actividades:
- Piedra, papel, tijeras: tienes que ganar o perder según te indique la consola.*

- Resta seguida: se muestra un número del 1 al 9 y hay que restar repetidas veces este número a uno que aparecerá en pantalla.

- Cifrado: en la pantalla izquierda aparecerá una tabla que une números del 0 al 9 con un signo. Debes escribir el signo que le corresponde a cada número que será mostrado también en la pantalla izquierda.

- Sumón: aparecen sumas de dos números. Más tarde, uno de esos números desaparece y tú tienes que recordar qué número se ha borrado y escribir el resultado de la operación. Esta actividad también está en la práctica diaria.

- Memorizar 5×5: memoriza números del 1 al 25 e intenta recordar la cuadrícula en la que se encontraban.

- Número mayor: aparecen números de diferentes tamaños: hay que encontrar el número con el mayor valor (p ej. 2<3)

(*) Requiere uso del micrófono.

## Práctica diaria
Diez nuevas actividades que reemplazan las del juego original:
- Signos matemáticos: resuelve 20 operaciones. Es similar a Cálculo 20, pero ahora se te dan los números y tienes que poner el símbolo matemático. Hay una versión difícil en la que hay que poner varios signos a la vez.

- Recital musical: aparece un teclado de piano y tienes que seguir una partitura que aparece en la otra pantalla pulsando las teclas en el teclado. Hay una versión difícil en la que no aparecen las notas en la partitura ni en el piano, y la música no se detendrá cuando te equivoques.

- Composición: aparecen letras esparcidas girando en forma circular, y hay que formar una palabra.

- Cambio correcto: se te da un precio y hay que dar el cambio.

- Sonidos mezclados: aparecen varias personas diciendo una palabra, debes escribir las palabras que dicen. En la versión normal, hay 5 ejercicios: 1 de una persona, 3 de dos personas y 1 de 3 personas. Hay una versión difícil en la que hay más ejercicios en los que hay que escuchar a 3 personas.

- Sumón: aparecerá un número, luego aparecerá otro y el primero se tachará, y así sucesivamente. Debes sumar los números, recordando además los que se tachan. Existe una versión difícil en la que ahora hay tres números que recordar.

- Días y fechas: responde preguntas relacionadas con los días de la semana, con los meses, etc. Para este ejercicio es necesario que la fecha del Nintendo DS sea correcta para que las preguntas y respuestas sean coherentes.

- Orden de llegada: observarás una carrera y al finalizar deberás responder en qué posición llegó tu corredor a la meta.

- Hora exacta: escribe la hora correcta mirando relojes analógicos y digitales, que suelen estar girados o reflejados.

- Calcular altura: varios bloques caerán del aire a un pozo. Cuando dejen de caer debes responder la altura de una de las columnas marcadas con letras en el pozo. Existe una versión difícil en la que el pozo es más grande.

- Datos: Q427207